# Hafliði Hallgrímsson
Hafliði Hallgrímsson (Akureyri, 18 septembre 1941) est un compositeur islandais, vivant actuellement à Bath. Hafliði est d'abord violoncelle solo du Scottish Chamber Orchestra, mais laisse sa carrière d'instrumentiste en 1983, pour poursuivre à temps plein celle de compositeur. En 2008 à 2010, il est le compositeur en résidence de l'Orchestre symphonique d'Islande
En 1970, Hallgrímsson joue la partie violoncelle solo de l'Atom Heart Mother des Pink Floyd (non-crédité). 

## Compositions (sélection)
- Solitaire pour violoncelle seul, op. 1 (1969)
- Strönd pour clavecin (1982, rév. 1988)
- Verset I pour flûte et violoncelle (1975)
- Poemi pour violon et orchestre à cordes, op. 7 (1983)
- Le vol d'Icare, op. 12 (1991)
- Rima pour soprano et orchestre à cordes, op. 15 (1994)
- Herma pour violoncelle et orchestre à cordes, op. 17 (1995)
- Crucifixion pour orchestre, op. 24 (1997)
- Mini-histoires, musique de théâtre (1997)
- Passía pour mezzo-soprano, ténor, chœur et orchestre de chambre (2001)
- Mourir Wält der Zwischenfälle, opéra de chambre (2003)
- Ombra' pour alto et orchestre à cordes, op. 27 (1999)
- Le gardien des incidents, opéra, op. 29 (2003)
- Concerto pour violoncelle et orchestre, op. 30 (2003)
- Dagbókarbrot [Notes d'un Journal] pour alto et piano, op. 33 (2005), dédié à la mémoire d'Anne Frank
- Les récits du grand Nord pour orchestre symphonique, op. 41 (2009)
- Norðurdjúp [Grand Nord] pour orchestre, op.43 (2009)

## Discographie
- Herma ; Ombra ; Rima - Torleif Thedéen, violoncelle ; Thórunn Ósk Marinósdóttir, alto ; Ragnhild Heiland Sørensen, soprano ; Kammersveit Reykjavikur, dir. Bernhardur Wilkinson (2004, Smekkleysa SMK 38) (OCLC 874491642)
- Les rêveries dans les Nombres ; l'Échelle de Jacob ; Strönd ; Tristia ; Verset I - Pétur Jónasson, guitare ; Virginia Black, clavecin ; Philippa Davies, flûte ; Scottish Chamber Orchestra, dir. Hafliði Hallgrímsson et violoncelle (1989, Merlin MRFD 88101) (OCLC 23116422)
- Quatre mouvements pour quatuor à cordes ; Offerto* ; Solitaire° ; Quatuor à cordes n° 1 - Peter Sheppard*, violon ; Philip Sheppard°, violoncelle ; Kreutzer String Quartet (juin 1995, 2CD Eye of the Storm EOS 5004) (OCLC 36991606)
- Passía - Mary Nessinger, mezzo ; Gardar Thor Cortes, ténor ; chœur et Hallgrimskirkja Chamber Orchestra, dir. Hordur Askelsson (2003, Ondine ODE 1027-2) (OCLC 822856490)
- Concerto pour violoncelle ; Herma - Truls Mørk, violoncelle ; Schottish Chamber Orchestra, dir. John Storgårds (12-14 avril 2007, Ondine 1133-2) (OCLC 811459111)
- Musique pour piano : Fley. Sketches in time. Bagatelles. Five pieces. Ten pieces. Four Icelandic folksongs. Homage to Mondrian - Simon Smith, piano (2008, Delphian Records) (OCLC 874414751)